# Děrsu Uzala (kniha)
Děrsu Uzala (rusky Дерсу Узала) je kniha ruského sovětského etnografa, geografa, cestovatele a spisovatele Vladimira Klavdijeviče Arseňjeva z roku 1923.

## Vznik a význam knihy

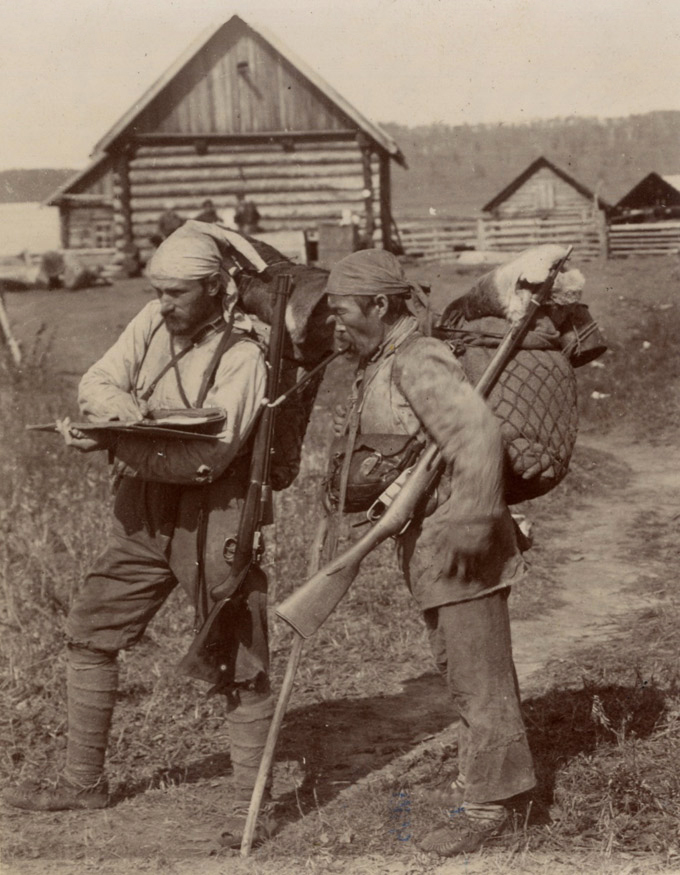
Arseňjev a Děrsu Uzala

Jde o nejznámější autorovo dílo, které lze žánrově označit jako dobrodružný cestopis. Obsah knihy je založen na skutečných událostech, které prožil kapitán Arseňjev jako vojenský zeměměřič se svými spolupracovníky při mapování východosibiřské tajgy v oblasti řeky Ussuri v letech 1902–1907.
Zážitky z výprav z let 1902–1906, popsal Areňjev ve své knize По Уссурийскому краю (1921, Ussuriským krajem). Tato kniha je považována za první díl vyprávění o Děrsu Uzala. Autor zde vylíčil, jak se s tímto domorodým lovcem a stopařem z kmene Goldů seznámil a co s ním prožil na výpravách. Kniha Дерсу Узала (Děrsu Uzala) se týká výpravy v roce 1907 a končí stopařovou smrtí.
Obě knihy mají nejen nespornou vědeckou ale i velkou uměleckou hodnotu. Postava lovce Děrsu Uzala přinesla do ruské, ale i světové literatury obraz člověka, který žije v dokonalé symbióze s přírodou. Jeho čistý vztah k lidem, svérázná životní filozofie a schopnost vnímat zvíře nebo strom jako rovnocenného partnera ukazují, jaká obrovská propast narůstá mezi světem panenské přírody a přetechnizované společnosti. Kromě mnoha dobrodružných příhod kniha obsahuje množství zajímavostmi o fauně a flóře tajgy, o místních obyvatelích a zvyklostech.
Roku 1926 Arseňjev obě knihy přepracoval a spojil do jedné, kterou nazval В дебрях Уссурийского края (V hlubinách Ussurijského kraje).

## Obsah knihy

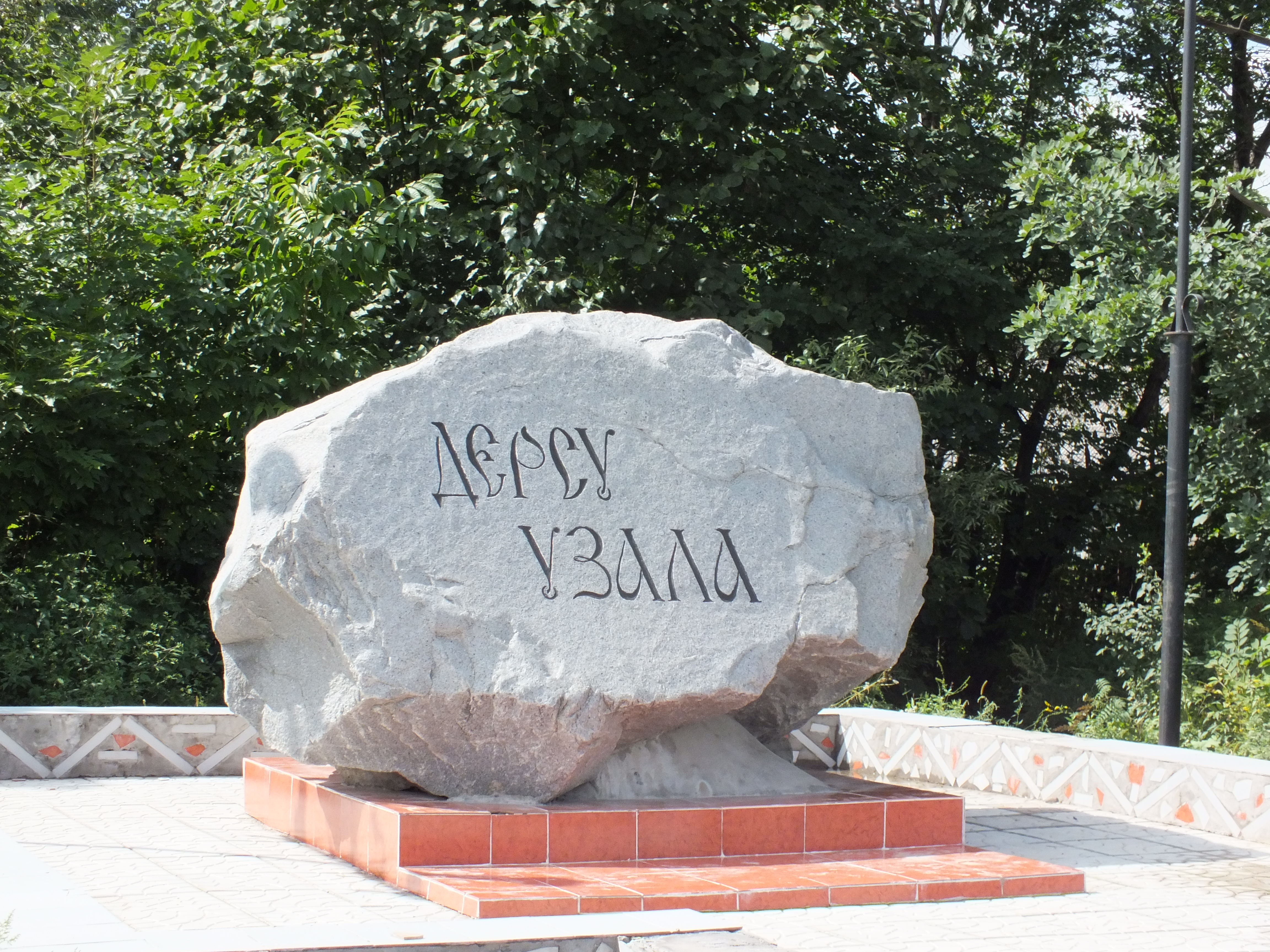
Památník Děrsu Uzala v osadě Korfovskij

Děrsu Uzala (asi 1849–1908) prožil celý život v sibiřské tajze, byl výborný stopař a lovec. Mezi ním a kapitánem Areňjevem vzniklo velké přátelství. Děrsu Uzala jej zasvětil do všech tajemství divočiny a svou moudrostí, ušlechtilostí a statečností si získal jeho úctu a vřelou náklonnost. Také mu několikrát zachránil život.
Po skončení výpravy se pokoušel Arseňjev svého druha, kterému se stářím zhoršil zrak, přivyknout životu ve městě. Děrsu Uzala si však nemohl zvyknout na život mezi čtyřmi stěnami. Proto se roku 1908 vydal pěšky z Chabarovska do své tajgy u řeky Ussuri. Na této cestě byl úkladně zavražděn a pochován v neoznačeném hrobě v tajze. Podle Arseňjeva se to stalo u osady Korfovskij asi 30 kilometrů od Chabarovska (v současné době tam má Děrsu Uzala památník).

## Filmové adaptace
- Дерсу Узала (1961, Děrsu Uzala), ruský sovětský film, režie Agasi Babajan
- Дерсу Узала (1975, Děrsu Uzala), ruský sovětský film, režie Akira Kurosawa, film kromě dalších cen získal Oscara za nejlepší cizojazyčný film za rok 1975.[2]

## Česká vydání
- Stopař Děrsu Uzala, Státní nakladatelství, Praha 1934, přeložil Václav Valenta-Alfa.
- Děrsu Uzala, Mladá fronta, Praha 1955, přeložil Jiří Sixta.
- Stopař Děrsu Uzala, SNDK, Praha 1959, přeložil Jiří Sixta, znovu 1961.
- Děrsu Uzala, Triton, Praha 2020, přeložil Konstantin Šindelář.